# Львов Михайло Павлович
Михайло Павлович Львов (1819—1913) — архітектор Російської імперії.

## Біографія
Народився у 1819 році. Закінчив Петербурзьку академію мистецтв. Протягом 1839—1846 років працював помічником Катеринославського губернського архітектора. У 1845 році, за складений за програмою проєкт інвалідного будинку, отримав звання академіка Петербурзької академії мистецтв. У 1846—1848 роках був Томським, а в 1848—1852 роках — Катеринославським губернським архітектором; у 1852—1857 роках виконував обов'язки екстраординарного професора Харківського університету по кафедрі архітектури. Викладав історію архітектури, історію будівельного мистецтва, загальну теорію образотворчих мистецтв. 1857 року припинив викладацьку діяльність і зайняв посаду Харківського губернського архітектора. З 1881 року жив і працював у Санкт-Петербурзі. Помер у 1913 році.

## Архітектурна діяльність
Катеринослав
- Переробка проєкту Богоугодних закладів (1841—1843, у співавторстві з Сергієм Грязновим; Соборна площа, № 14, нині головний корпус Обласної клінічної лікарні імені Іллі Мечникова)[2];
- Проєкт Арештантських рот на Тюремному майдані (нині Сквер Героїв). Не збереглися (1847)[3];
- Проєкт казарм Жандармської команди. Не реалізований (1848)[3];
- Виконав коригування проєкту Тюремного замку на Тюремному майдані. Не зберігся (1840-ві)[3];
- Вірогідний автор проєкту створення Фабрівських бульварів на Катерининському проспекті[3];

Харків
- Проєкт будинку ветеринарного інституту Харківського університету (1852—1855[3]; вулиця Сумська, № 37; нині Харківський обласний Палац дитячої та юнацької творчості)[2];
- Проєкти хірургічної клініки Харківського університету[3];
- Проєкти перебудови корпусів Дворянського зібрання, Інституту шляхетних дівчат, Університету[3];
- Розробив модель елеватору (1856)[3];

Санкт-Петербург
- Проєкт прибуткового будинку (1890; вулиця Лабутіна, № 30)[2][4];
- Проєкт прибудови церкви Спасо-Преображення (Колтівської) (1892—1893)[4].